# Супербоул XLIX
Супербоул XLIX (англ. Super Bowl XLIX) — 49 решающая игра НФЛ. Противостояние Американской Футбольной Конференции (АФК) и Национальной Футбольной Конференции (НФК). В матче, который прошёл 1 февраля 2015 года, играли Нью-Ингленд Пэтриотс от АФК и Сиэтл Сихокс от НФК. Победу одержал Нью-Ингленд со счётом 28:24.

## Трансляция
В США игру транслировал NBC. Стоимость 30-секундного ролика была 4,5 миллионов долларов США.

## Ход матча
ПЕРВАЯ ПОЛОВИНА
Первая четверть матча закончилась без набора очков. Зато во второй четверти команды набирали очки четырежды. Команды обменялись тачдаунами. За полминуты до перерыва тачдаун оформляет Пэтриотс. Однако имея в распоряжении всего 30 секунд, Сиэтл, тоже сделал тачдаун. К перерыву счёт был 14-14.
ВТОРАЯ ПОЛОВИНА
В третьей четверти Сиэтл вырвался вперёд 24-14, с помощью одного тачдауна и одного филд гола. После этого Нью-Ингленд оформляет 2 тачдауна. Сиэтл получил мяч за 2 минуты до конца матча. У «Сихокс» был один тайм-аут, когда они находились на 1-ярдовой линии Нью-Ингленд с 26 секундами. Но пас квотербека Сиэтла был перехвачен. У «Сихокс» ещё была надежда на перехват или сэйфти, но они не смогли набрать очки. После пробега на свою 5-ярдовую линию Брэди сел на колено и время истекло.
Супербоул XLIX: Нью-Ингленд Пэтриотс 28, Сиэтл Сихокс 24
|                | 1 | 2  | 3  | 4  | Всего |
| -------------- | - | -- | -- | -- | ----- |
| Пэтриотс (АФК) | 0 | 14 | 0  | 14 | 28    |
| Сихокс (НФК)   | 0 | 14 | 10 | 0  | 24    |

на стадионе Университета Финикса в штате Аризона
- Дата : 1 февраля 2015 г.
- Погода в игре : солнечно, 19 °C (66° F)
- Посещаемость игры : 70 288
- Судья : Билл Винович

NE-Нью-Ингленд, SEA-Сиэтл, ЭП-Экстрапоинт
■ Первая четверть:
■ Вторая четверть:
- NE-9:47-11-ярдовый тачдаун+ЭП, Нью-Ингленд повел 7-0
- SEA-2:16-3-ярдовый тачдаун+ЭП, ничья 7-7
- NE-0:31-22-ярдовый тачдаун+ЭП, Нью-Ингленд повел 14-7
- SEA-0:02-11-ярдовый тачдаун+ЭП, ничья 14-14

■ Третья четверть:
- SEA-11:09-27-ярдовый филд гол, Сиэтл повел 17-14
- SEA-4:54-3-ярдовый тачдаун+ЭП, Сиэтл ведет 24-14

■ Четвёртая четверть:
- NE-7;55-4-ярдовый тачдаун+ЭП, Сиэтл ведет 24-21
- NE-2:02-3-ярдовый тачдаун+ЭП, Нью-Ингленд повел 28-24